# Kelkstraat

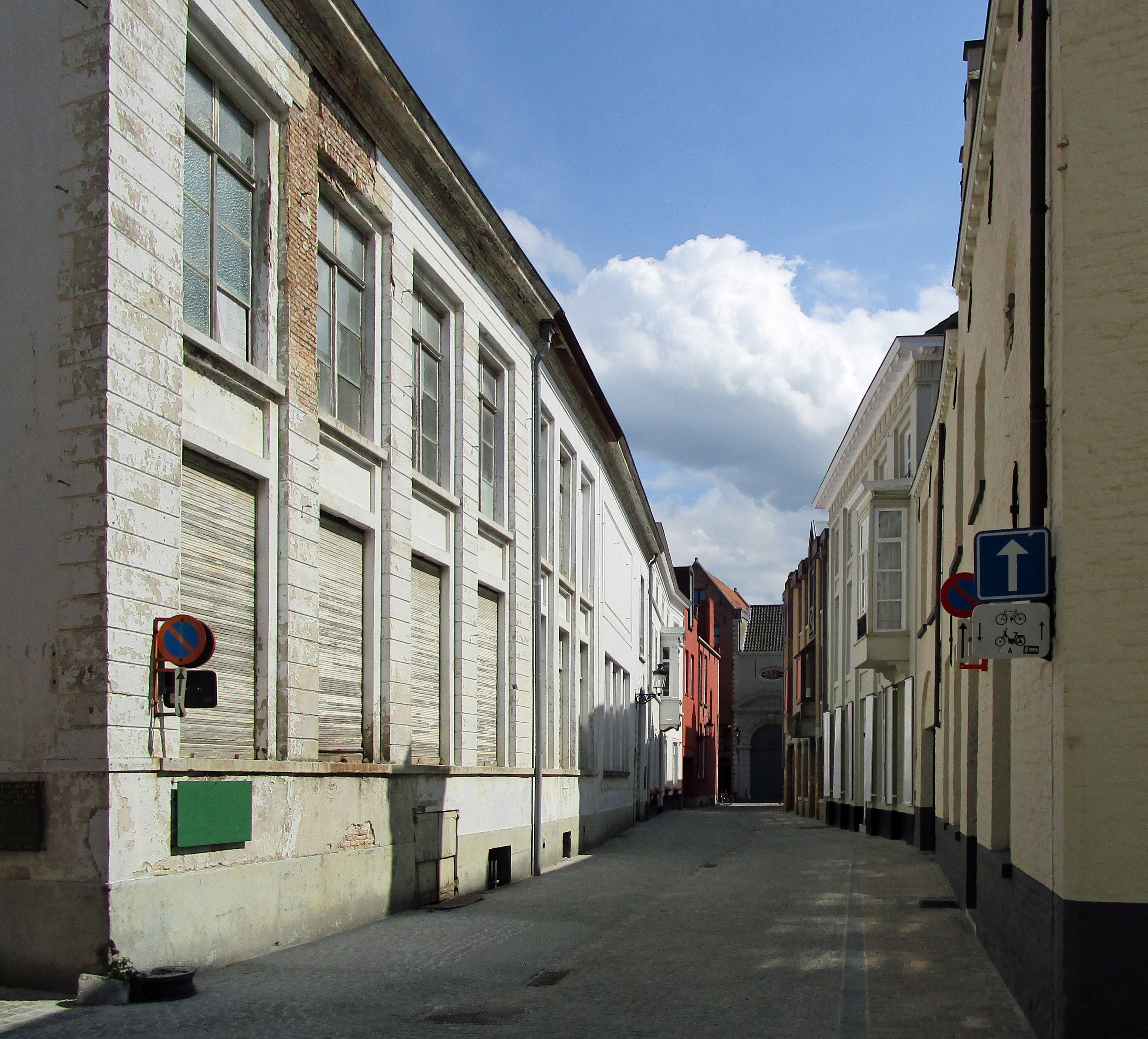
De Kelkstraat gezien vanuit de Twijnstraat

De Kelkstraat is een straat in Brugge.

## Beschrijving
De kulktstikkers of 'cultensteckers' vormden in Brugge een eigen corporatie, die al voor 1293 bestond en in 1718 werd verenigd met de ververs. De leden produceerden wambuizen, borstrokken, slingermouwen en andere kledingsvoorwerpen. Hun exclusieve rechten werden door keuren en privileges beveiligd.
Waar verschillende beoefenaars van het ambacht woonden, ontstond in de volksmond de naam Culctstrate. Dit was een korte straat tussen de Mallebergplaats (die zich aanvankelijk beperkte tot een pleintje op het einde van de Philipstockstraat) en de Hoogstraat.
De naam overleefde niet en verdween om plaats te maken voor een uitbreiding van de naam Mallebergplaats. Niet helemaal logisch, want het ging hier om een straat, niet een plein.
Nochtans bevond zich, achter de Culctstrate een evenwijdig lopende straat die men de Corte Culctstrate noemde en die een tweede toegang bood voor de bewoners van de Culctstrate. Daar heeft de naam overleefd, hoewel na het verdwijnen van de hoofdstraat met die naam, het Korte eveneens verdween.
Het woord 'culct' werd na verloop van tijd niet meer begrepen en verbasterd tot 'culk'. En in de Franse tijd wist men er geen blijf mee en maakte er Rue du Calice van, wat dan later de Kelkstraat is geworden.
De verwarring tussen de vroegere en de huidige Kelkstraat is in het verleden bij de historici nogal groot geweest. Arthur De Schrevel, Michiel English en Albert Schouteet maakten het onderscheid niet, hoewel die in het Brugse kadaster van 1580 duidelijk kan worden vastgesteld. Alleen Jos De Smet en Carlos Vlaemynck zagen het verschil.
De Kelkstraat loopt van de Hoogstraat naar de Twijnstraat.